# Paradijslaan (Eindhoven)
De Paradijslaan is een straat in Eindhoven. Deze is gelegen tussen de Grote Berg en de Elzentlaan. Van de laatste is hij gescheiden door een brug over de Dommel.
Deze straat kent vooral een industriële geschiedenis. Ze was gelegen juist buiten het stadscentrum, dat naar het westen begrensd werd door Keizersgracht en Wal.
De naam van de straat komt voort uit een voormalig landgoed, Het Paradijs genaamd, dat mogelijk al in de 16e eeuw werd gesticht. Er stond een landhuis, een koetshuis en stallen, en het geheel was omringd door tuinen en weilanden.

## Industrie
Vanaf 1786 werden op dit landgoed ook productiewerkzaamheden verricht, en wel ten behoeve van de firma Smits & Janssen (zie: textielindustrie in Eindhoven). Er werden garens geverfd. Van een echte fabriek was nog geen sprake, veel werk gebeurde als huisarbeid. In 1808 werd de firma ontbonden en werd Johannes Theodorus Smits eigenaar van het landgoed. In 1812 werd door Smits Den Bouw opgericht, bij de Stratumse Watermolen, de eerste echte textielfabriek in Eindhoven. Ook Het Paradijs ging op industriële schaal verder. Er vonden opvolgingen en bezitswisselingen plaats, en het bedrijf kreeg nog de namen A. van Agt en Co. en later nog Van Moorsel en Koninklijke Nederlandsche Flanelfabriek W. van Moorsel & Co.. Dit gebeurde aan het eind van de 19e eeuw. In 1965 werd de fabriek van Van Moorsel gesloopt.
Ondertussen werd er in 1858 nog een gasfabriek aan de Paradijslaan opgericht, welke tot 1899 heeft bestaan. De productie van kolengas zorgde uiteraard voor minder paradijselijke omstandigheden in de buurt van de fabriek.
Ten zuiden van Het Paradijs kwam in 1928 een andere fabriek, en wel de Melkinrichting Sint-Joseph, van de Coöperatieve Zuivelvereniging "De Kempen", die de basis zou vormen van het zuivelconcern Campina. Deze werd in 1961 gesloopt.
De voormalige industrieterreinen bleven lange tijd onbebouwd, doch in de jaren 90 van de 20e eeuw verscheen er een appartementencomplex, Groot Paradijs genaamd, waartoe ook een aantal monumentale woningen werden gesloopt.
Aan de Paradijslaan vindt men diverse scheppingen van Eindhovens stadsarchitect Louis Kooken en zijn opvolger Kees de Bever. Een voorbeeld is het Waaggebouw van 1907, ontworpen door Louis Kooken.
Ook vond men aan de Paradijslaan de garage van de Gemeentereiniging, uit 1924. Deze werd gebouwd nadat Eindhoven de omliggende gemeenten geannexeerd had (1920) en vele taken, waaronder de vuilophaaldienst, sterk moesten worden opgeschaald. Hiernaast lagen de voormalige stallen van de Koninklijke Marechaussee, uit 1824, na 1909 in gebruik als brandweerkazerne. Nadat de gebouwen buiten gebruik werden genomen werden ze uiteindelijk, na jarenlange verwaarlozing, gerenoveerd en kwamen er horeca-inrichtingen en galeries in de panden.
Op Paradijslaan 16 was een tabakskerverij gevestigd, en wel die van André van Luytelaar. Ook een aantal sigarenfabrieken waren kortere of langere tijd aan de Paradijslaan gevestigd, vooral in de decennia rond de eeuwwisseling (1900).
Ten slotte is op Paradijslaan 48 de Stadsherberg gevestigd, tegenwoordig bekend onder de naam Stads.